# Gangneung
Gangneung (강릉시?, 江陵市?, Gangneung-siLR), è una città della provincia sudcoreana del Gangwon.

## Cultura

### Tradizioni popolari
Il Gangneung Sacheon Hapyeong Dapgyo Nori (강릉사천하평답교놀이?) è un'usanza che consiste nell’attraversare un ponte il sesto giorno del secondo mese lunare nel villaggio di Hapyeong della cittadina di Sacheon-myeon a Gangneung per sperare in un buon raccolto. Inizia con un darigut (rituale sciamanico) di fronte ad una porta fatta di rami alti circa 5 metri, che si trova all'ingresso del ponte: questo cancello di rami è chiamato solmun e ha un significato simbolico in quanto, presumibilmente, previene la sfortuna. Ogni partecipante deve passare attraverso la porta per prendere parte all'evento. Davanti all'ingresso si trova un tempietto a cui il direttore della banda musicale fa la riverenza e alcune offerte; dopodiché recita una preghiera chiamata gosaban. Poi si compie un pellegrinaggio verso il ponte del paese, guidato dal nonggisu (portabandiera), seguito dalla tromba, il direttore della banda e il resto dei musicisti. All'entrata del ponte, il direttore invoca il dio Sullyeongsu affinché dia un buon raccolto, poi i jegwan (sacerdoti) donano diverse offerte, tra cui una testa di mucca, e s'inchinano, seguiti dagli altri partecipanti a turno, e il sangsoe (un percussionista che suona una sorta di gong) intona un canto. A metà del ponte si prega la luna.
La seconda fase di questo evento è il soejeolgeum o soegyeorum, un duello musicale tra il sangsoe del villaggio di Hapyeong e quello di Jilli, che producono ciascuno dei dodici ritmi tradizionali, ostentando le loro abilità. La terza fase è il seokjeon, una battaglia fra due squadre che si lanciano sassi delle dimensioni di una noce, praticata solitamente il quindicesimo giorno del primo mese lunare e abolita in epoca moderna per la sua pericolosità. Nella quarta fase, chiamata hwaetbulssaum, i giovani del villaggio creano delle torce, tante quante il numero dei membri della loro famiglia, utilizzando paglia e fiori. Al sorgere della luna, il leader della squadra grida «Sullyeongsu!» e il suo avversario risponde «Kkolaekkolae!» (un'espressione burlona), iniziando a scambiarsi insulti. Qualche minuto dopo, accompagnati dal suono della musica contadina, i partecipanti, con degli asciugamani legati in vita, si battono impugnando le torce e cercano di abbattere i membri della squadra avversaria. Il gioco si conclude con l’estinzione di tutte le torce. Secondo la tradizione, il villaggio perdente avrà un cattivo raccolto, mentre quello vincente un buon raccolto. Alla fine della battaglia, la gente di entrambi i villaggi attraversa il ponte per creare un falò con ciò che rimane delle torce e torna al villaggio per festeggiare tutta la notte.